# Averrhoa bilimbi
Az Averrhoa bilimbi a madársóska-virágúak (Oxalidales) rendjébe és a madársóskafélék (Oxalidaceae) családjába tartozó faj.
Nemzetségének a típusfaja.

## Előfordulása
Az Averrhoa bilimbi eredeti őshazája manapság már nem ismert; feltételezések szerint az indonéziai Maluku-szigetekről származhat. Ma már számos trópusi helyen termesztik, például: Dél- és Délkelet-Ázsiában, Afrikában, Ausztráliában, valamint Közép- és Dél-Amerikában is.

## Megjelenése
Ez a növény akár 15 méter magasra is megnőhet. Az Averrhoa bilimbi leveleinek hosszúsága elérheti a 60 centimétert. A levél hosszúsága és levélkék száma hosszabb, illetve nagyobb, mint a közeli rokon csillaggyümölcsének (Averrhoa carambola) a levélhossza és levélkék száma. A virágzatok többnyire közvetlenül a törzsből törnek elő; a virágok sötétvörösek, az erősen savanyú, zöld színű terméseken csak egészen lapos hosszanti bordák láthatók.

## Képek

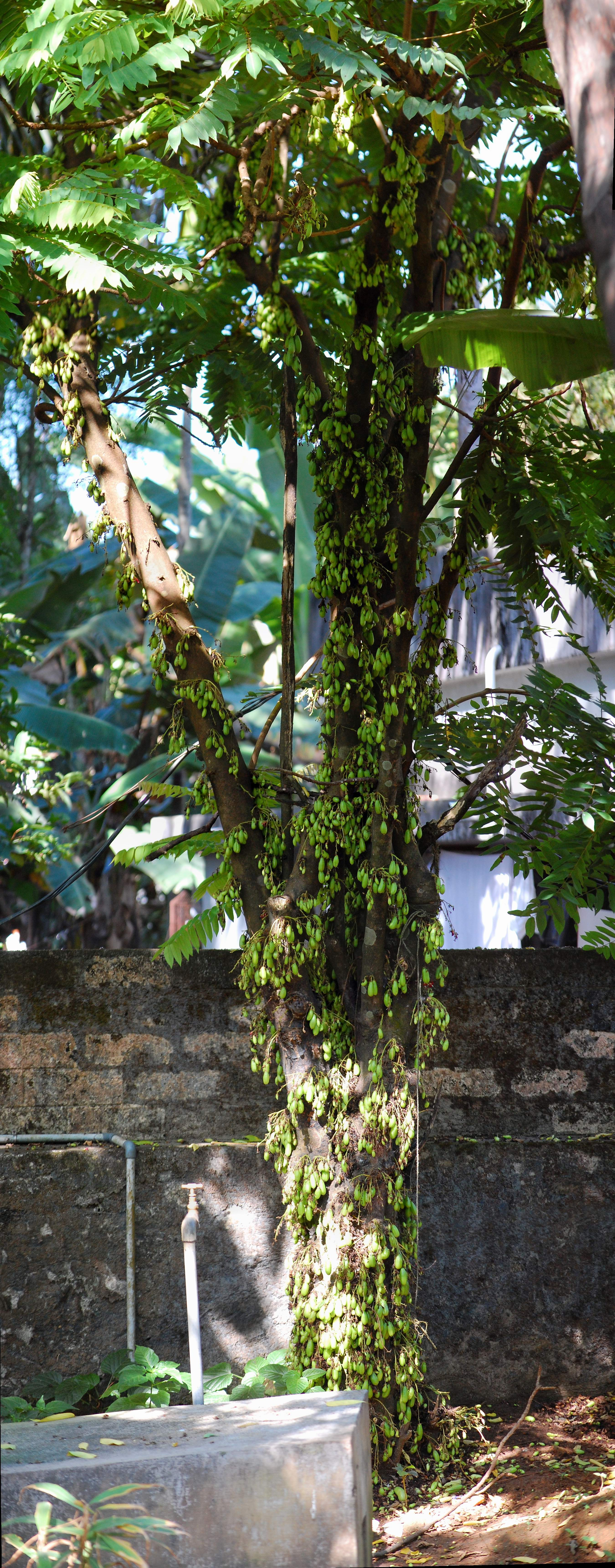
A növény
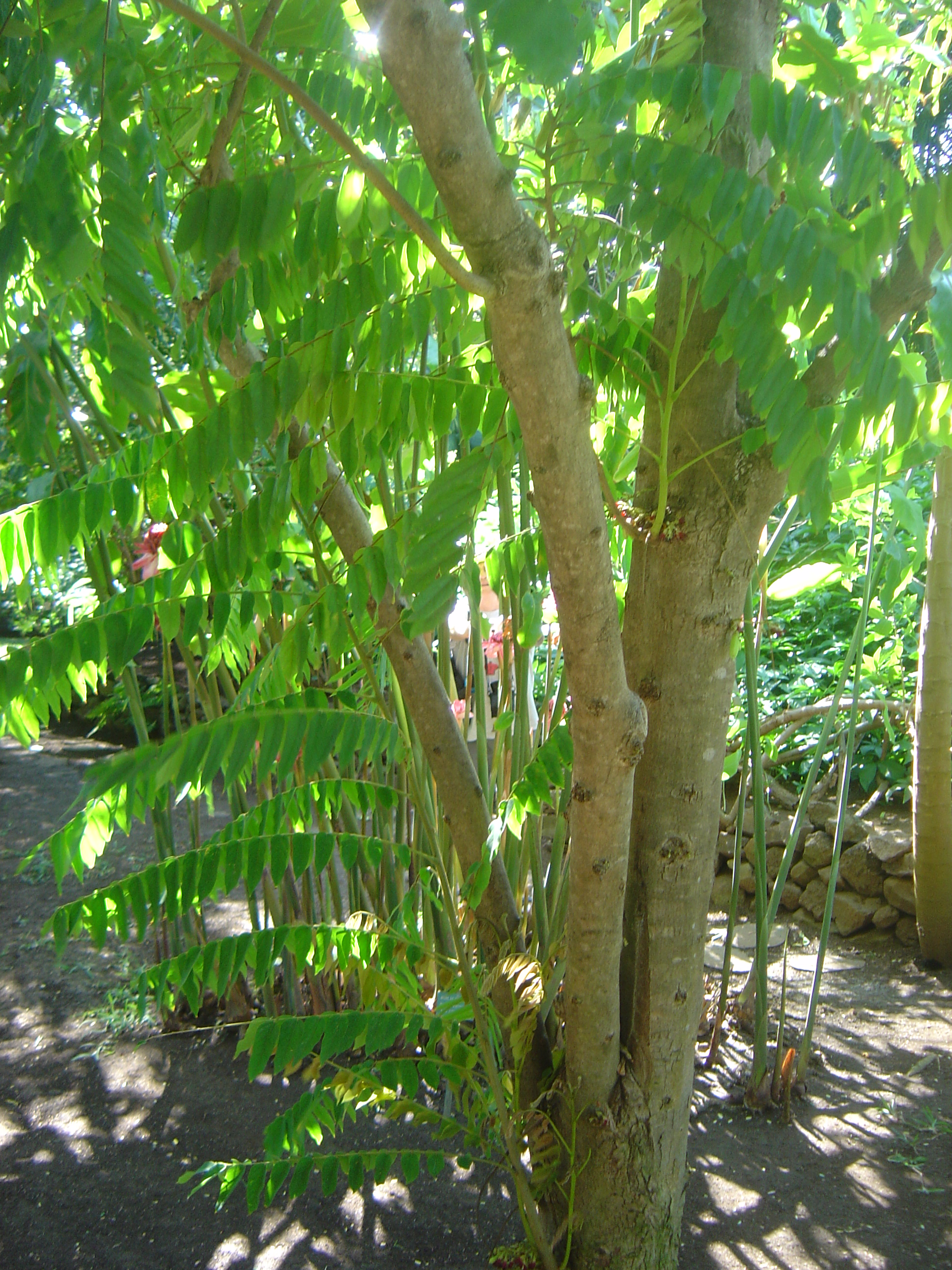
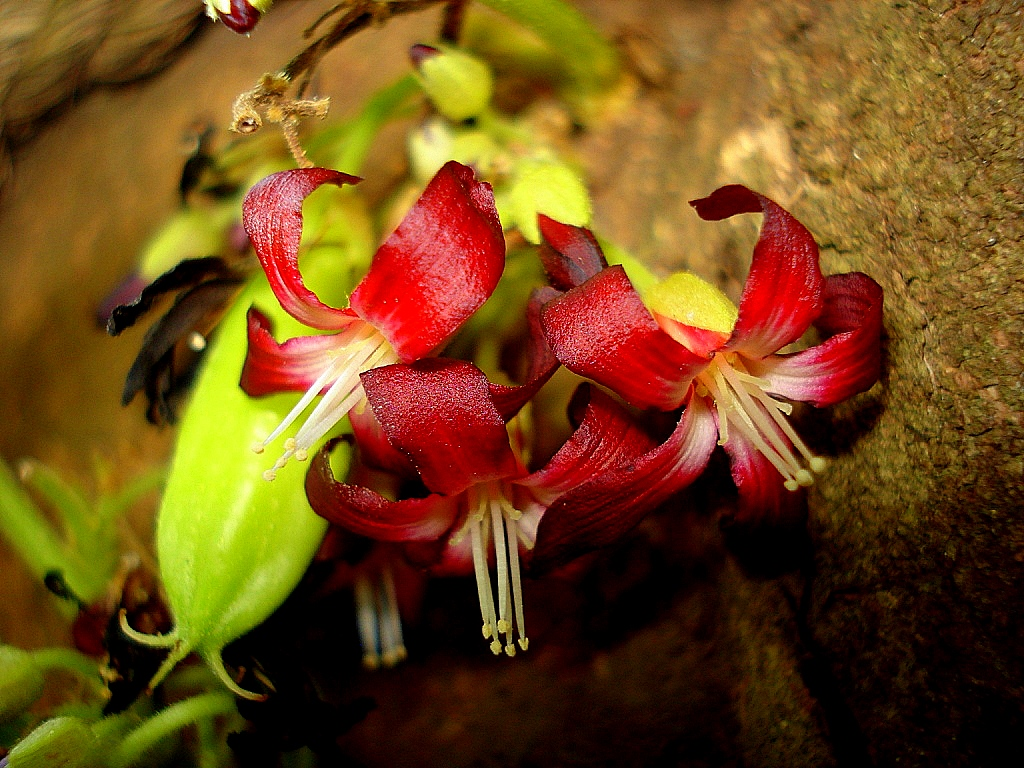
Virágai
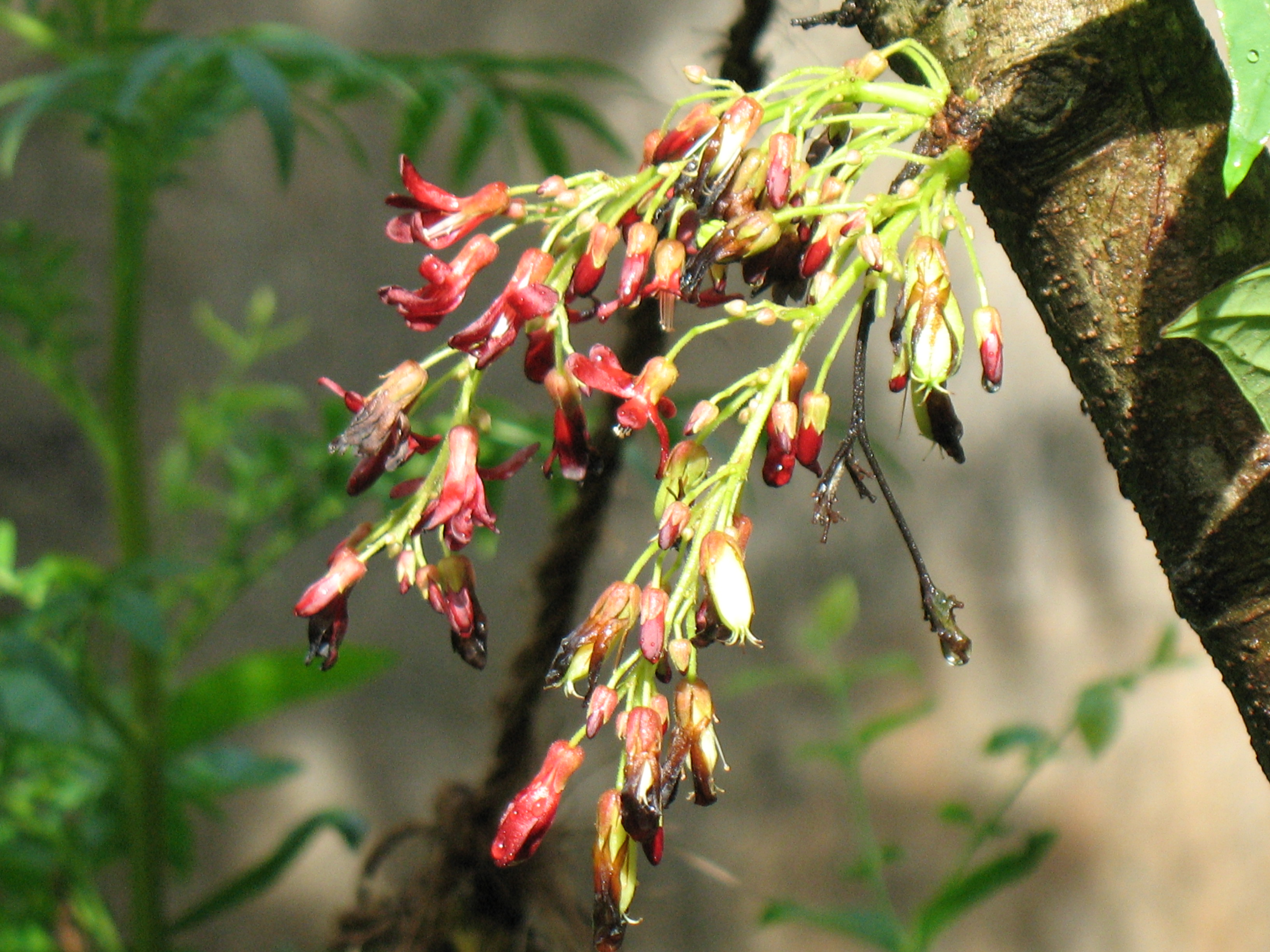
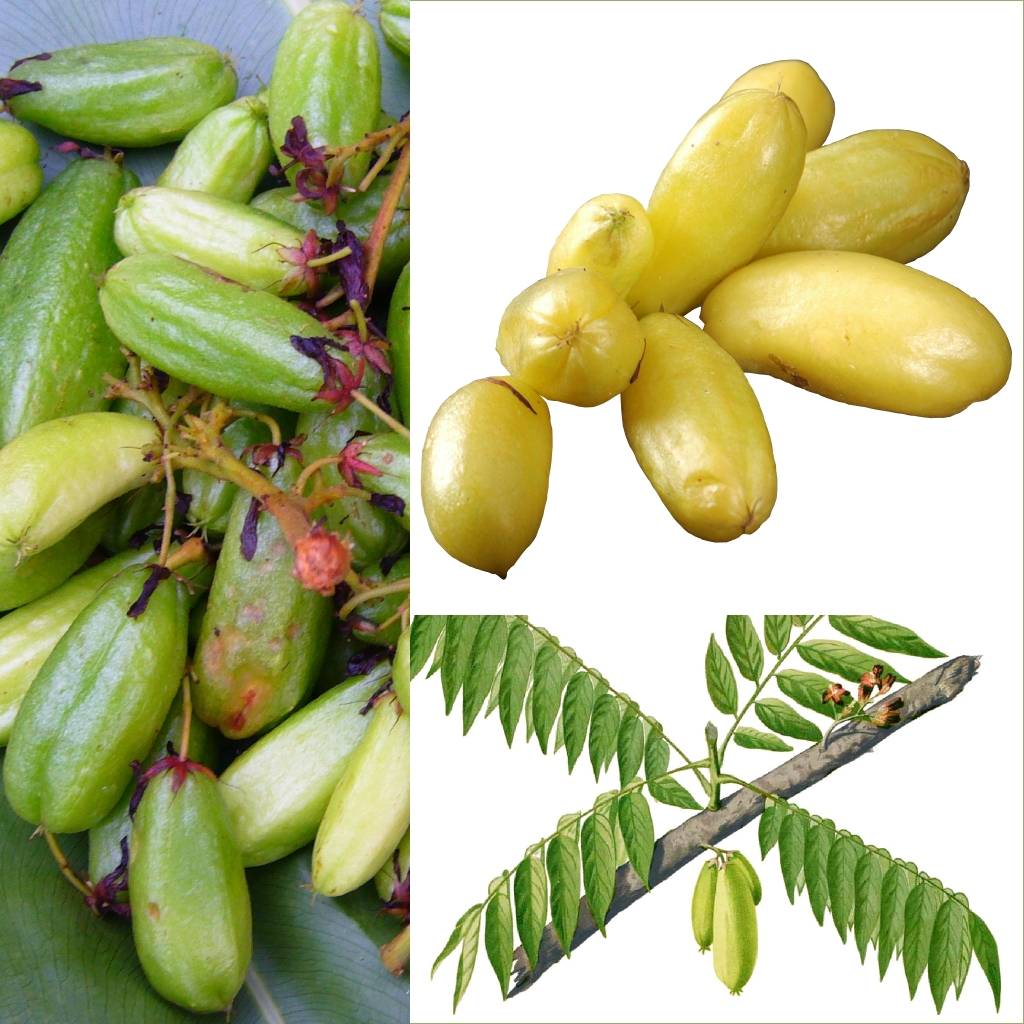
Termések
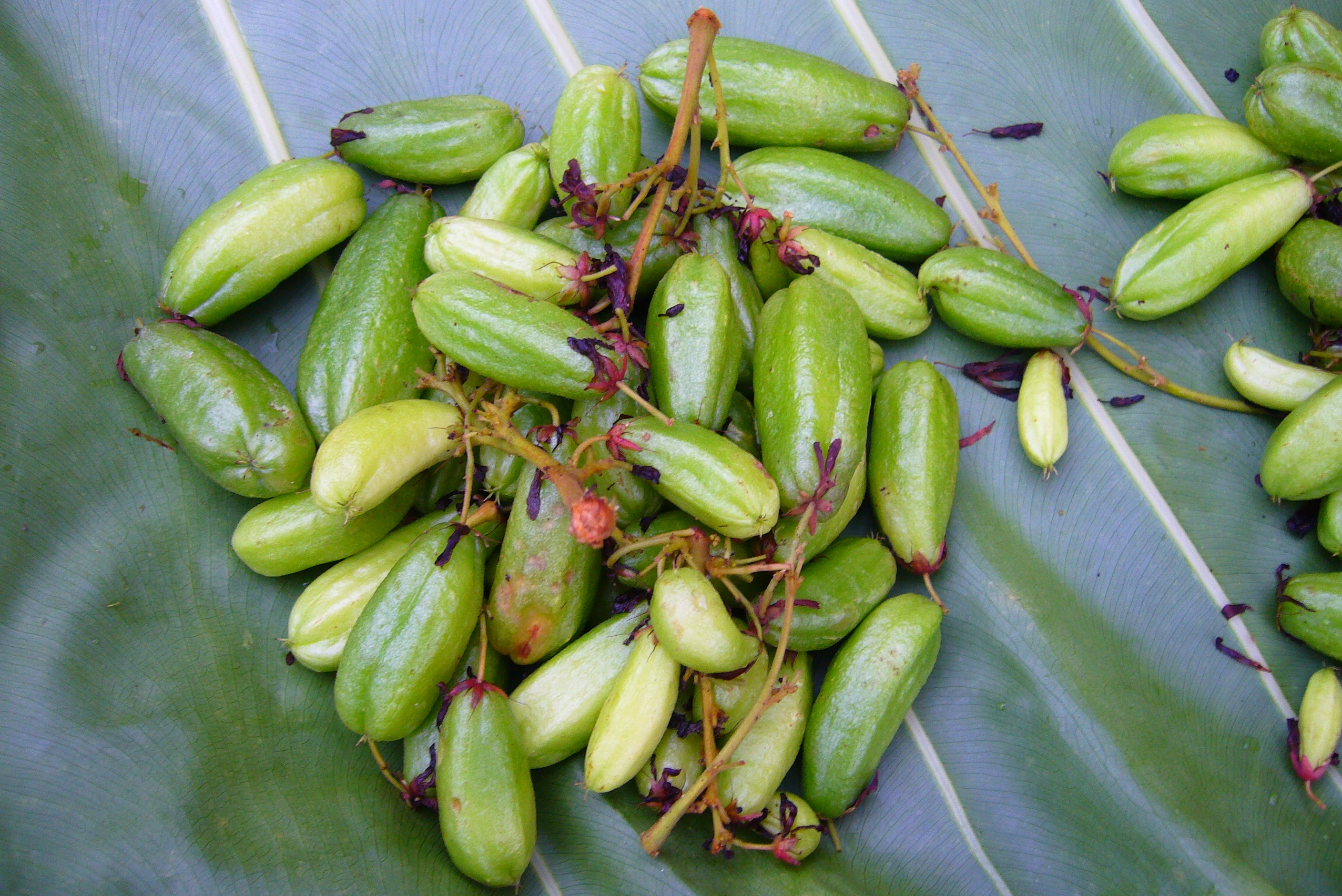
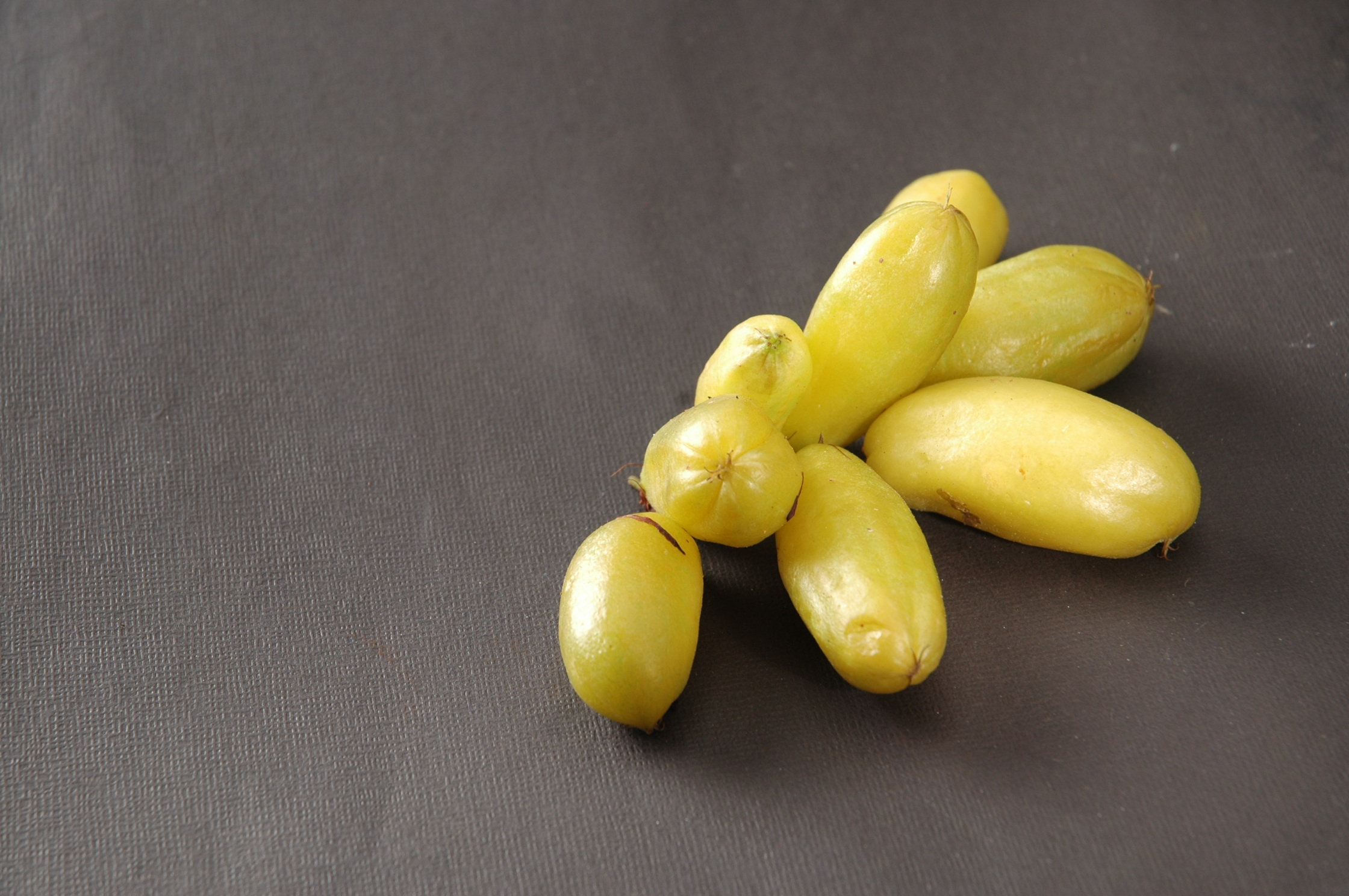
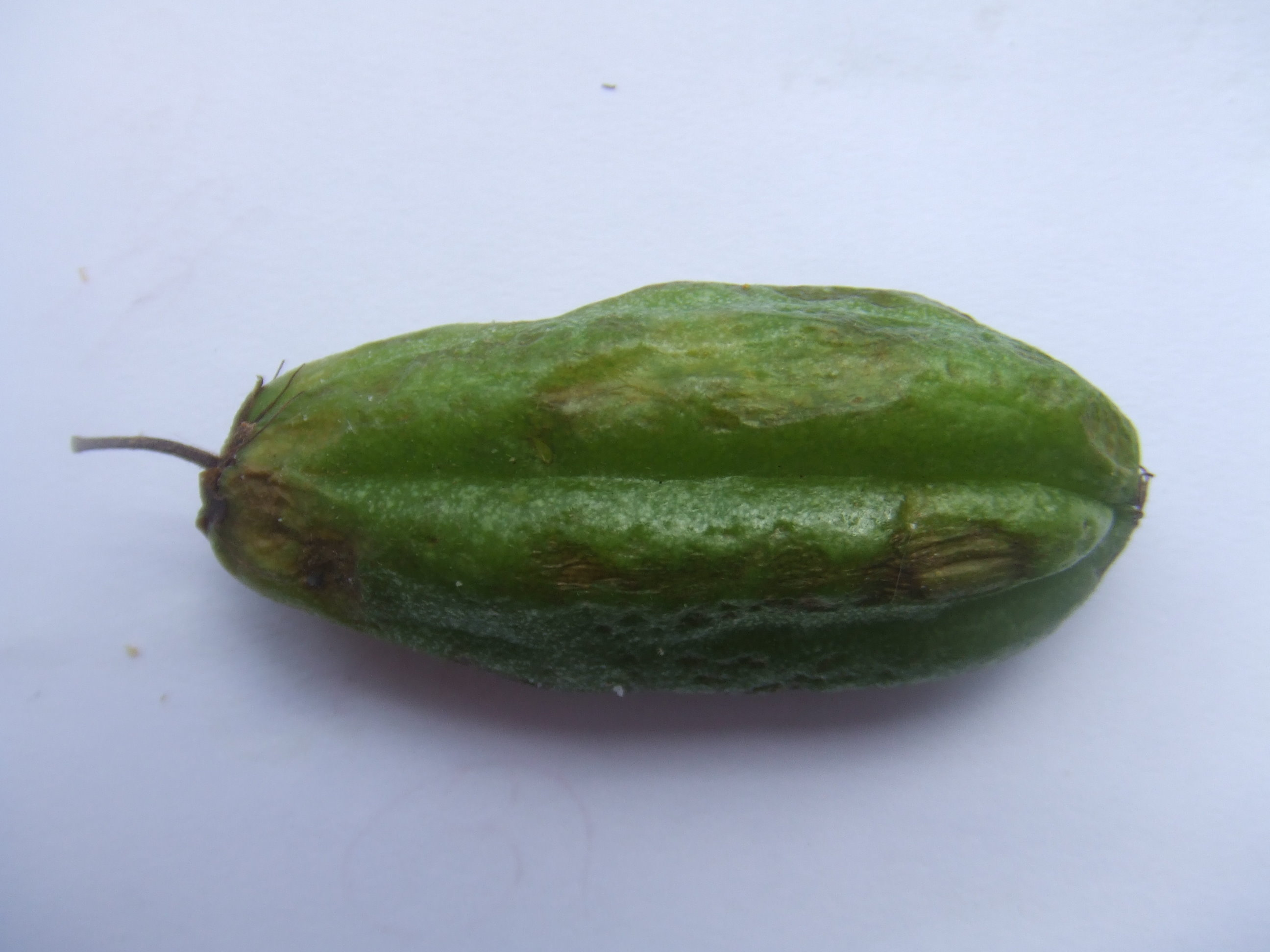
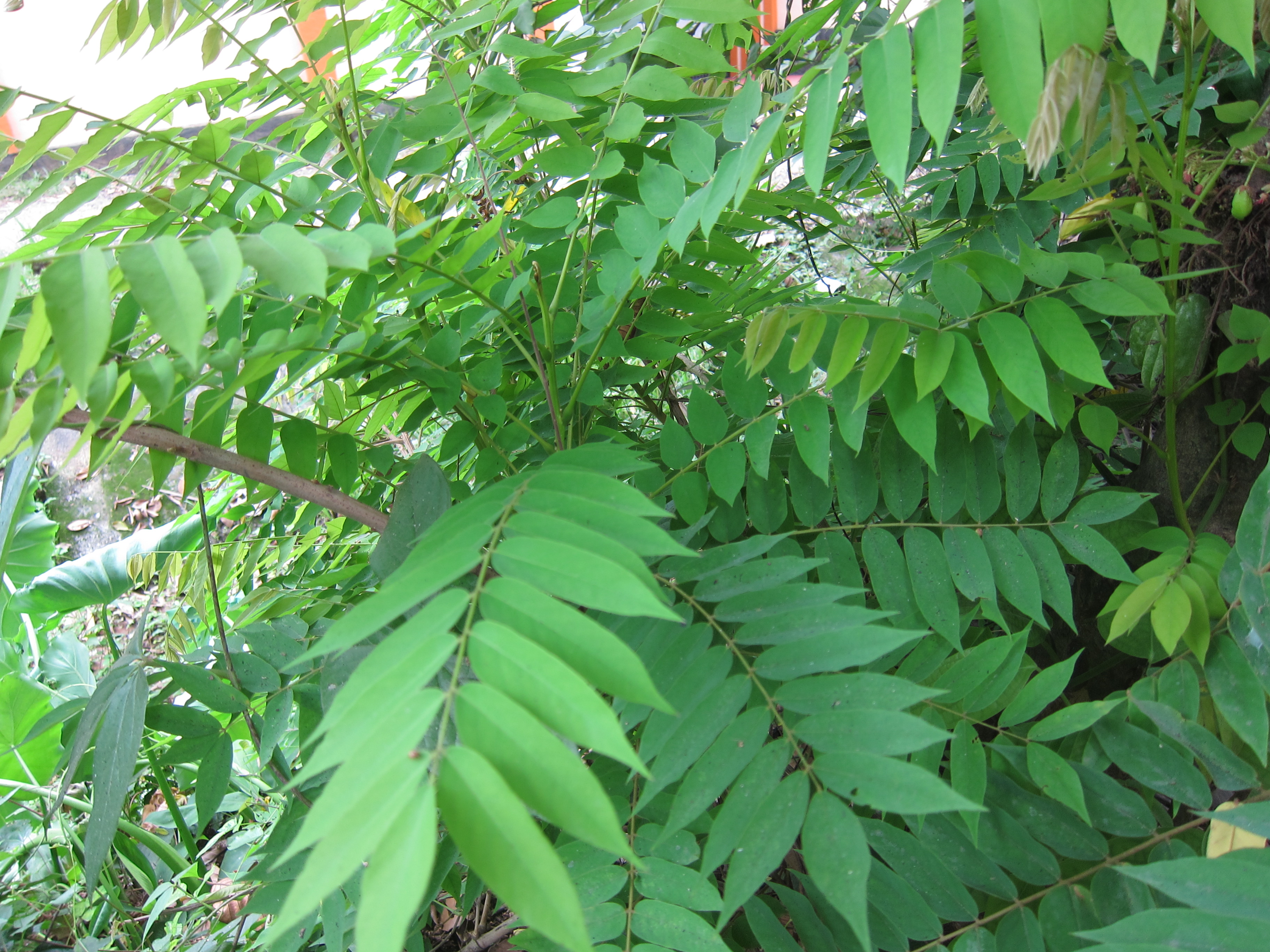
Levelei
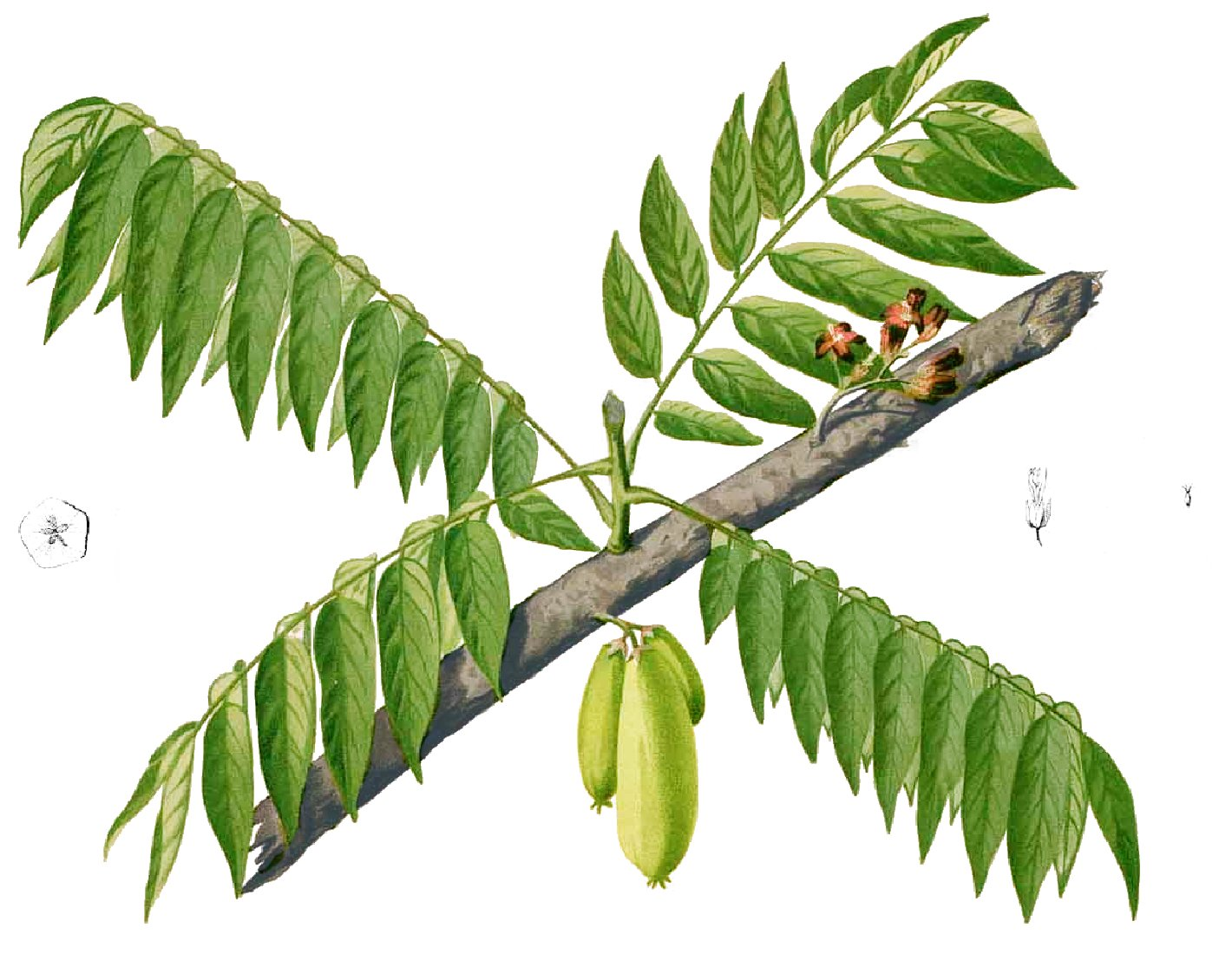
Rajz az Averrhoa bilimbi egyik ágáról